# Peristeri (gmina)
Peristeri (gr. Δήμος Περιστερίου, Dimos Peristeriu) – gmina w Grecji, w administracji zdecentralizowanej Attyka, w regionie Attyka, w jednostce regionalnej Ateny-Sektor Zachodni. Siedzibą i jedyną miejscowością gminy jest Peristeri. W 2011 roku liczyła 139 981 mieszkańców.